# Boana
Boana Gray, 1825 è un genere di rane della famiglia Hylidae. Sono comunemente conosciute come rane gladiatori, raganelle gladiatori o raganelle neotropicali Wagler. Queste rane sono distribuite nell'America centrale e meridionale tropicale dal Nicaragua all'Argentina, così come nei Caraibi.
Questo genere è stato resuscitato a seguito di un'importante revisione di Hylidae quando circa 70 specie precedentemente collocate nel genere Hyla sono state spostate in questo genere. Da allora, sono state descritte anche molte nuove specie.

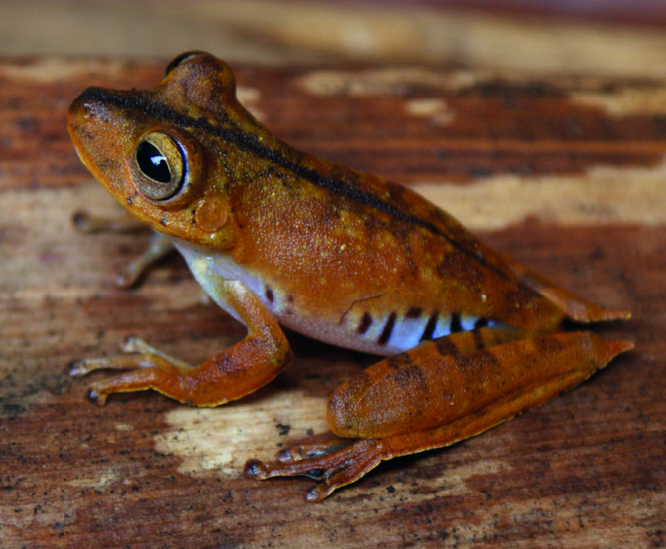
Boana calcarata

## Specie
Secondo quanto riportato dal sito Amphibian Species of the World 6.2 a giugno 2025, al genere sono attributite 101 specie:
- Boana aguilari (Lehr, Faivovich, & Jungfer, 2010)
- Boana albomarginata (Spix, 1824)
- Boana albopunctata (Spix, 1824)
- Boana alemani (Rivero, 1964)
- Boana alfaroi (Caminer & Ron, 2014)
- Boana almendarizae (Caminer & Ron, 2014)
- Boana appendiculata (Boulenger, 1882)
- Boana atlantica (Caramaschi & Velosa, 1996)
- Boana balzani (Boulenger, 1898)
- Boana bandeirantes (Caramaschi & Cruz, 2013)
- Boana beckeri (Caramaschi & Cruz, 2004)
- Boana benitezi (Rivero, 1961)
- Boana bischoffi (Boulenger, 1887)
- Boana boans (Linnaeus, 1758)
- Boana botumirim (Caramaschi, Cruz, & Nascimento, 2009)
- Boana buriti (Caramaschi & Cruz, 1999)
- Boana caiapo Pinheiro, Cintra, Valdujo, Silva, Martins, Silva, & Garcia, 2018
- Boana caingua (Carrizo, 1991)
- Boana caipora (Antunes, Faivovich, & Haddad, 2008)
- Boana calcarata (Troschel, 1848)
- Boana callipleura (Boulenger, 1902)
- Boana cambui (Pinheiro, Pezzuti, Leite, Garcia, Haddad, & Faivovich, 2016)
- Boana cinerascens (Spix, 1824)
- Boana cipoensis (Lutz, 1968)
- Boana claresignata (Lutz & Lutz, 1939)
- Boana clepsydra (Lutz, 1925)
- Boana cordobae (Barrio, 1965)
- Boana courtoisae Fouquet, Marinho, Réjaud, Carvalho, Caminer, Jansen, Rainha, Rodrigues, Werneck, Lima, Hrbek, Giaretta, Venegas, Chávez, & Ron, 2021
- Boana crepitans (Wied-Neuwied, 1824)
- Boana curupi (Garcia, Faivovich, & Haddad, 2007)
- Boana cymbalum (Bokermann, 1963)
- Boana dentei (Bokermann, 1967)
- Boana diabolica (Fouquet, Martinez, Zeidler, Courtois, Gaucher, Blanc, Lima, Souza, Rodrigues, & Kok, 2016)
- Boana ericae (Caramaschi & Cruz, 2000)
- Boana eucharis Fouquet, Marinho, Réjaud, Carvalho, Caminer, Jansen, Rainha, Rodrigues, Werneck, Lima, Hrbek, Giaretta, Venegas, Chávez, & Ron, 2021
- Boana exastis (Caramaschi & Rodrigues, 2003)
- Boana faber (Wied-Neuwied, 1821)
- Boana fasciata (Günther, 1858)
- Boana freicanecae (Carnaval & Peixoto, 2004)
- Boana geographica (Spix, 1824)
- Boana gladiator (Köhler, Koscinski, Padial, Chaparro, H&ford, Lougheed, & De la Riva, 2010)
- Boana goiana (Lutz, 1968)
- Boana gracilis (Melin, 1941)
- Boana guarinimirim Marinho, Bang, Vidigal, & Giaretta, 2022
- Boana guentheri (Boulenger, 1886)
- Boana heilprini (Noble, 1923)
- Boana hobbsi (Cochran & Goin, 1970)
- Boana hutchinsi (Pyburn & Hall, 1984)
- Boana icamiaba Peloso, Oliveira, Sturaro, Rodrigues, Lima, Bitar, Wheeler, & Aleixo, 2018
- Boana itajahy Pinheiro, Dallacorte, Thompson, Comitti, Nakamura, & Garcia, 2024
- Boana jaguariaivensis (Caramaschi, Cruz, & Segalla, 2010)
- Boana jimenezi (Señaris & Ayarzagüena, 2006)
- Boana joaquini (Lutz, 1968)
- Boana lanciformis (Cope, 1871)
- Boana latistriata (Caramaschi & Cruz, 2004)
- Boana lemai (Rivero, 1972)
- Boana leptolineata (Braun & Braun, 1977)
- Boana leucocheila (Caramaschi & Niemeyer, 2003)
- Boana lundii (Burmeister, 1856)
- Boana maculateralis (Caminer & Ron, 2014)
- Boana marginata (Boulenger, 1887)
- Boana marianitae (Carrizo, 1992)
- Boana melanopleura (Boulenger, 1912)
- Boana microderma (Pyburn, 1977)
- Boana multifasciata (Günther, 1859)
- Boana nigra Caminer & Ron, 2020
- Boana nympha (Faivovich, Moravec, Cisneros-Heredia, & Köhler, 2006)
- Boana ornatissima (Noble, 1923)
- Boana palaestes (Duellman, De la Riva, & Wild, 1997)
- Boana paranaiba (Carvalho, Giaretta, & Facure, 2010)
- Boana pardalis (Spix, 1824)
- Boana pellucens (Werner, 1901)
- Boana picturata (Boulenger, 1899)
- Boana platanera La Marca, Escalona, Castellanos, Rojas-Runjaic, Crawford, Señaris, Fouquet, Giaretta, & Castroviejo-Fisher, 2021
- Boana poaju (Garcia, Peixoto, & Haddad, 2008)
- Boana polytaenia (Cope, 1870)
- Boana pombali (Caramaschi, Pimenta, & Feio, 2004)
- Boana prasina (Burmeister, 1856)
- Boana pugnax (Schmidt, 1857)
- Boana pulchella (Duméril & Bibron, 1841)
- Boana punctata (Schneider, 1799)
- Boana quiriri Pinheiro, Dallacorte, Thompson, Comitti, Nakamura, & Garcia, 2024
- Boana raniceps (Cope, 1862)
- Boana rhythmica (Señaris & Ayarzagüena, 2002)
- Boana riojana (Koslowsky, 1895)
- Boana roraima (Duellman & Hoogmoed, 1992)
- Boana rosenbergi (Boulenger, 1898)
- Boana rubracyla (Cochran & Goin, 1970)
- Boana rufitela (Fouquette, 1961)
- Boana secedens (Lutz, 1963)
- Boana semiguttata (Lutz, 1925)
- Boana semilineata (Spix, 1824)
- Boana sibleszi (Rivero, 1972)
- Boana steinbachi (Boulenger, 1905)
- Boana stellae (Kwet, 2008)
- Boana stenocephala (Caramaschi & Cruz, 1999)
- Boana tepuiana (Barrio-Amorós & Brewer-Carias, 2008)
- Boana tetete (Caminer & Ron, 2014)
- Boana ventrimaculata Caminer & Ron, 2020
- Boana wavrini (Parker, 1936)
- Boana xerophylla (Duméril & Bibron, 1841)